# 그랜트 헤슬로브
그랜트 헤슬로브(Grant Heslov, 1963년 5월 15일 ~ )는 미국의 배우이다.

## 참여 작품
- 인턴 X
- 트루 라이즈
- 콩고 (1995년 영화)
- 버드케이지
- 단테스 피크
- 에너미 오브 스테이트
- 스코피언 킹
- 굿 나잇 앤 굿 럭
- 레더헤즈
- 초 민망한 능력자들
- 아메리칸 (영화)
- 킹메이커 (2011년 영화)
- 아르고 (영화)
- 어거스트: 가족의 초상
- 모뉴먼츠 맨: 세기의 작전
- 프레지던트 메이커
- 머니 몬스터(2016)
- 서버비콘
- 미드나이트 스카이